# Arqamani
Arqamani o Arcamani, pero también conocido como Ergamenes II fue un rey de Kush de Meroe que data de finales del siglo III y principios del siglo II a. C.

## Biografía

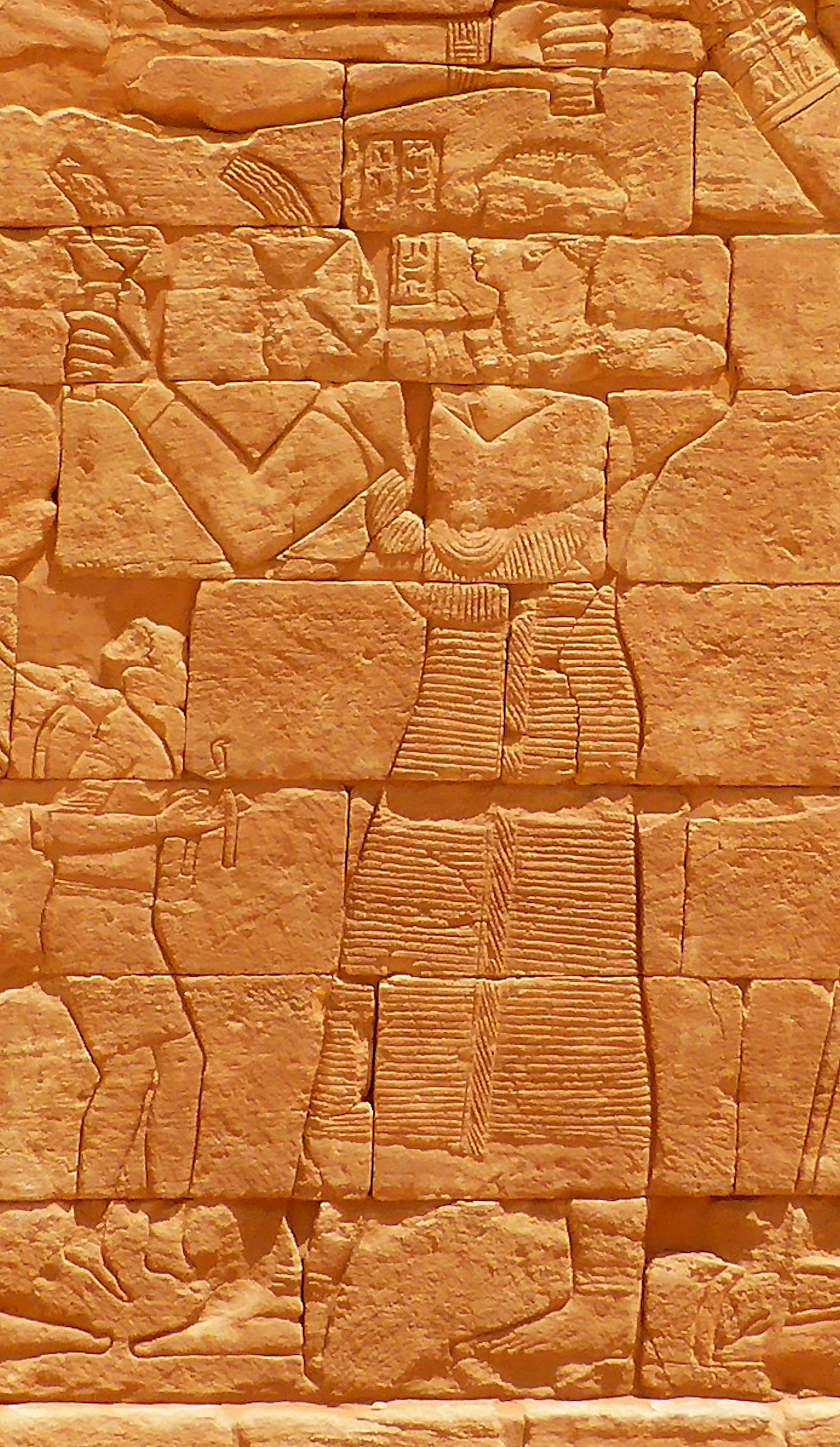
Príncipe Arka, hijo de Arnejamani, que posiblemente coincida con Arqamani.

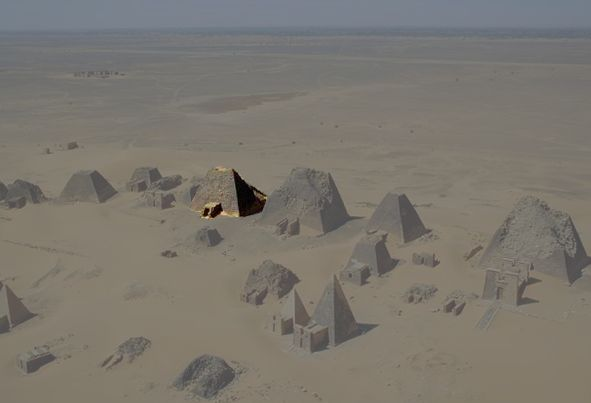
Pirámide N7 de Arqamani en Meroe es la resaltada.

Arqamani gobernó en Meroe durante la revuelta egipcia de Horunnefer contra Ptolomeo IV Filopator (r. 221 –204 a. C.) Así está atestiguado por una serie de inscripciones y relieves en Kalabsha, Filé y Dakka.
En el recinto sagrado de Filé, el templo de Arensnufis, dios nubio, en este caso, asimilada al dios Shu y denominado Señor de Filé o Señor de Punt, fue construido por Arqamani y por Ptolomeo IV Filopator, durante un breve entendimiento entre los reyes de Meroe y los de Egipto, siendo atestiguado con los cartuchos correspondientes.
En Dakka, usurpó algunas inscripciones de donaciones originalmente inscritas para Ptolomeo IV. Fue enterrado en una pirámide en Meroe, que ahora es conocida como Beg. N 7.
Arqamani tomó un elaborado título real egipcio que probablemente refleja su control sobre la reconquistada Baja Nubia y sus habitantes. También tomó nombres mortuorios: el nombre mortuorio de Horus es Kashy-netjery-kheper, que significa 'El kushita cuyo nacimiento es divino', mientras que su Nombre de Sa-Ra está acompañado por el epíteto Ankhdjet-meriaset, que significa 'Que viva para siempre, amado de Isis', así como Mkltk Istrk inscrito en escritura meroítica, y cuyo significado se desconoce.

### Citación de Diodoro Sículo
A veces fue identificado alternativamente como Ergamenes, rey de Meroe o de la Alta Etiopía, durante el reinado de Ptolomeo II Filadelfo, mencionado por Diodoro Sículo, pero los eruditos modernos piensan que un rey anterior con un nombre similar, Arakamani, es un mejor candidato para esta identificación. Sin embargo, Arqamani a menudo es llamado Ergamenes II.
Diodoro Sículo relataba la costumbre de los reyes de Etiopía, identificados en el Libro III con la ciudad de Meroe, de reinar hasta que recibieran órdenes de los sacerdotes indicando que debían morir. Esta costumbre duró hasta el reinado de Ergamenes, rey de educación griega y estudioso de la filosofía, que despreciaba el mandato de los dioses, y envió a sus soldados al templo dorado de los etíopes, pasando a los sacerdotes por el filo de sus espadas y aboliendo así esta costumbre.